# Nijel Amos
Nijel Amos, född 15 mars 1994 i Marobela, Botswana, är en botswansk medeldistanslöpare. Efter flera framgångar i juniorsammanhang, tog han silver på 800 meter i olympiska spelen 2012. I juli 2022 blev Nijel Amos provisoriskt avstängd för dopning, några dagar innan öppningen av världsmästerskapen i Eugene, USA. Nijel Amos testade positivt för en metabolisk modulator..